# Eriozona erratica
Eriozona erratica är en tvåvingeart som först beskrevs av Carl von Linné 1758.  Eriozona erratica ingår i släktet barrblomflugor, och familjen blomflugor.
Artens utbredningsområde är Sverige. Inga underarter finns listade i Catalogue of Life.

## Bildgalleri

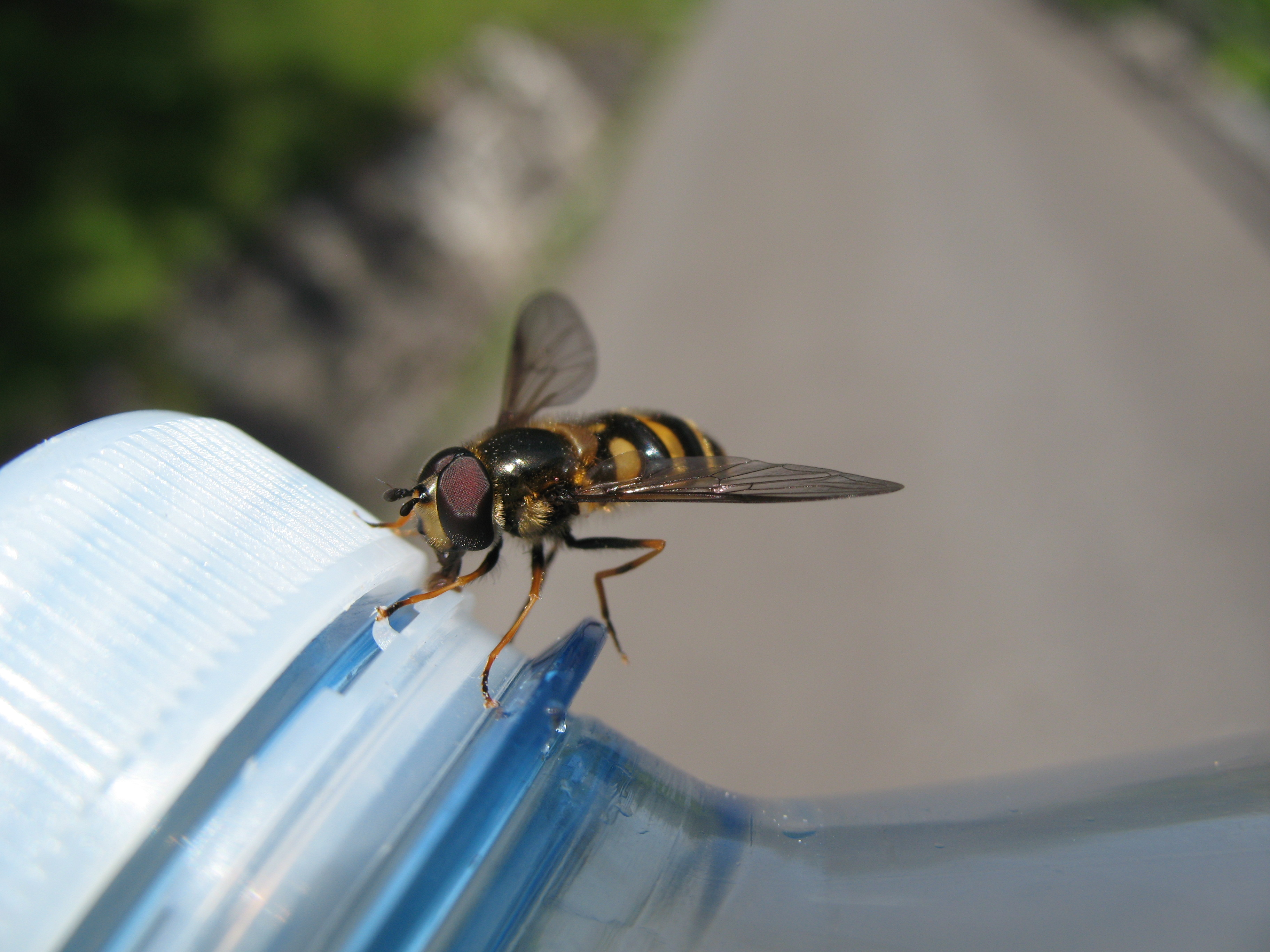
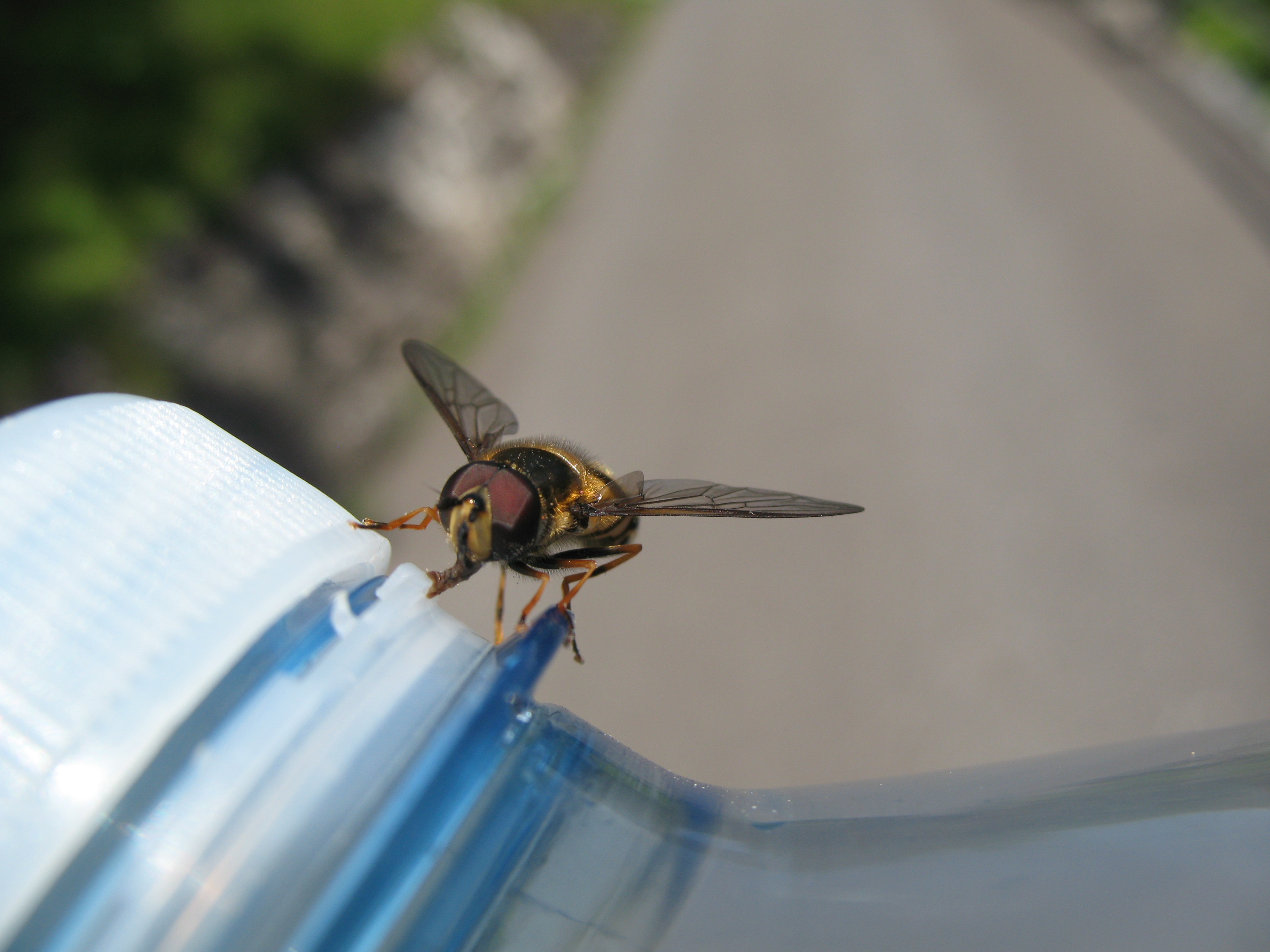
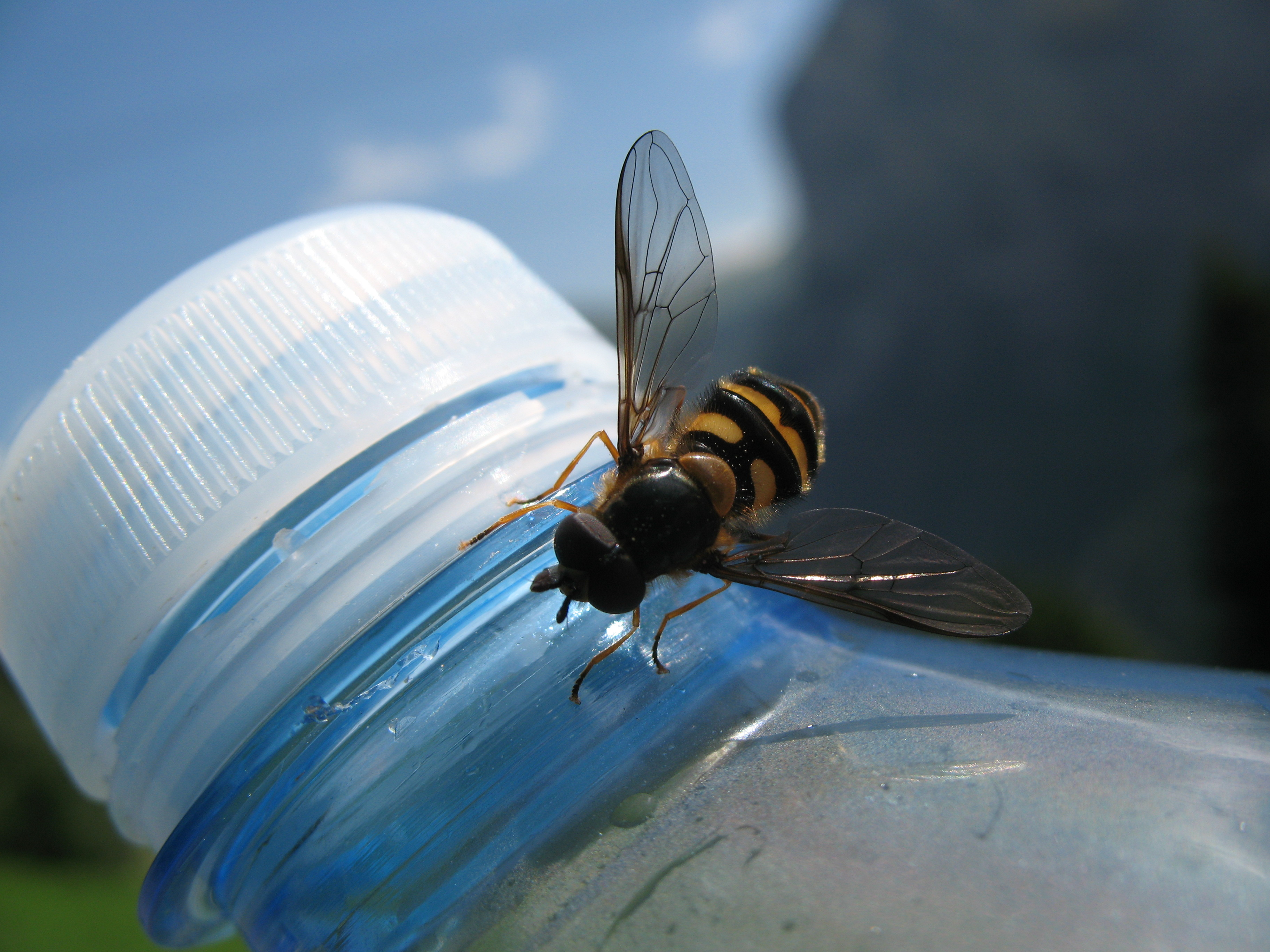
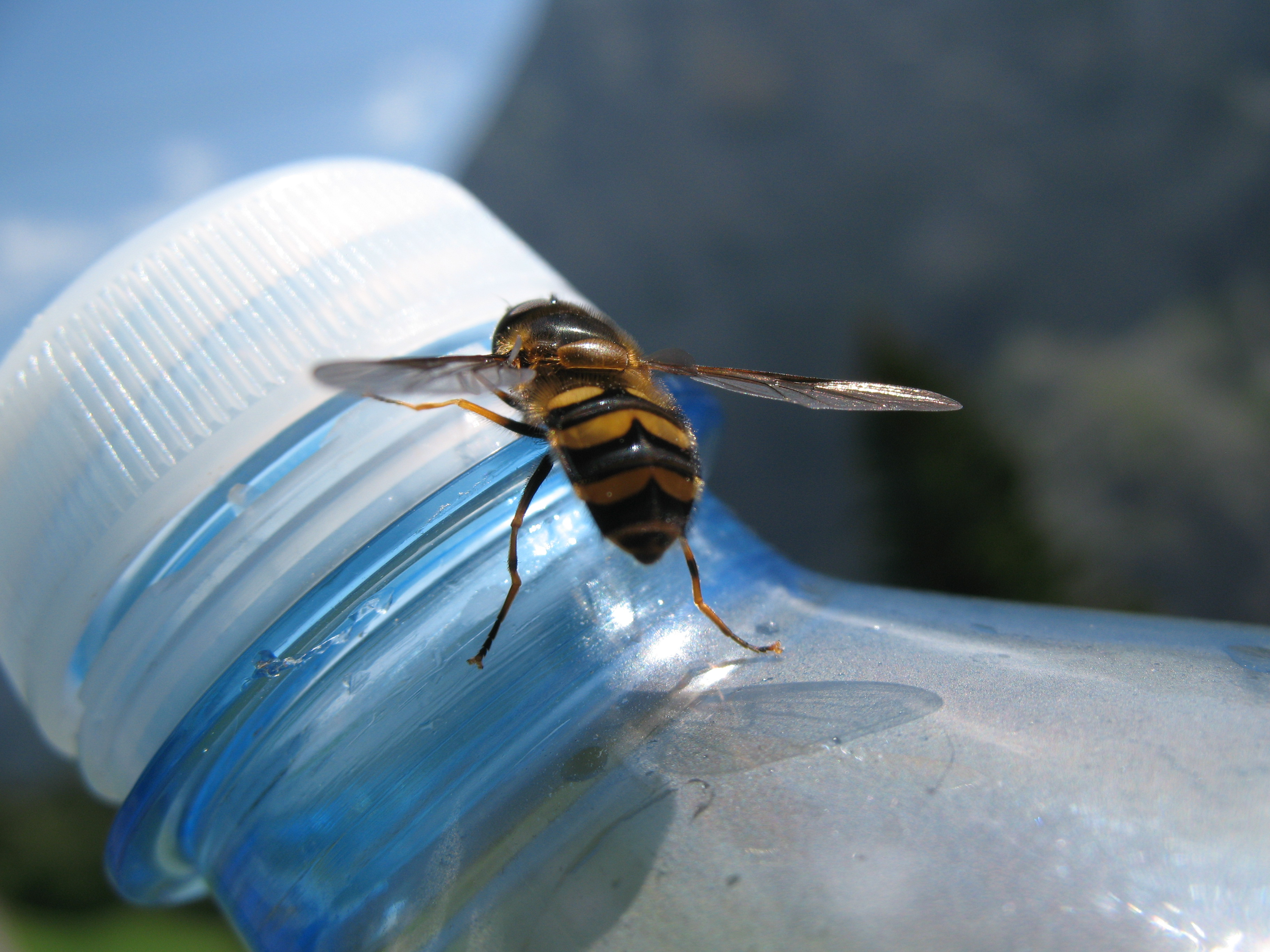
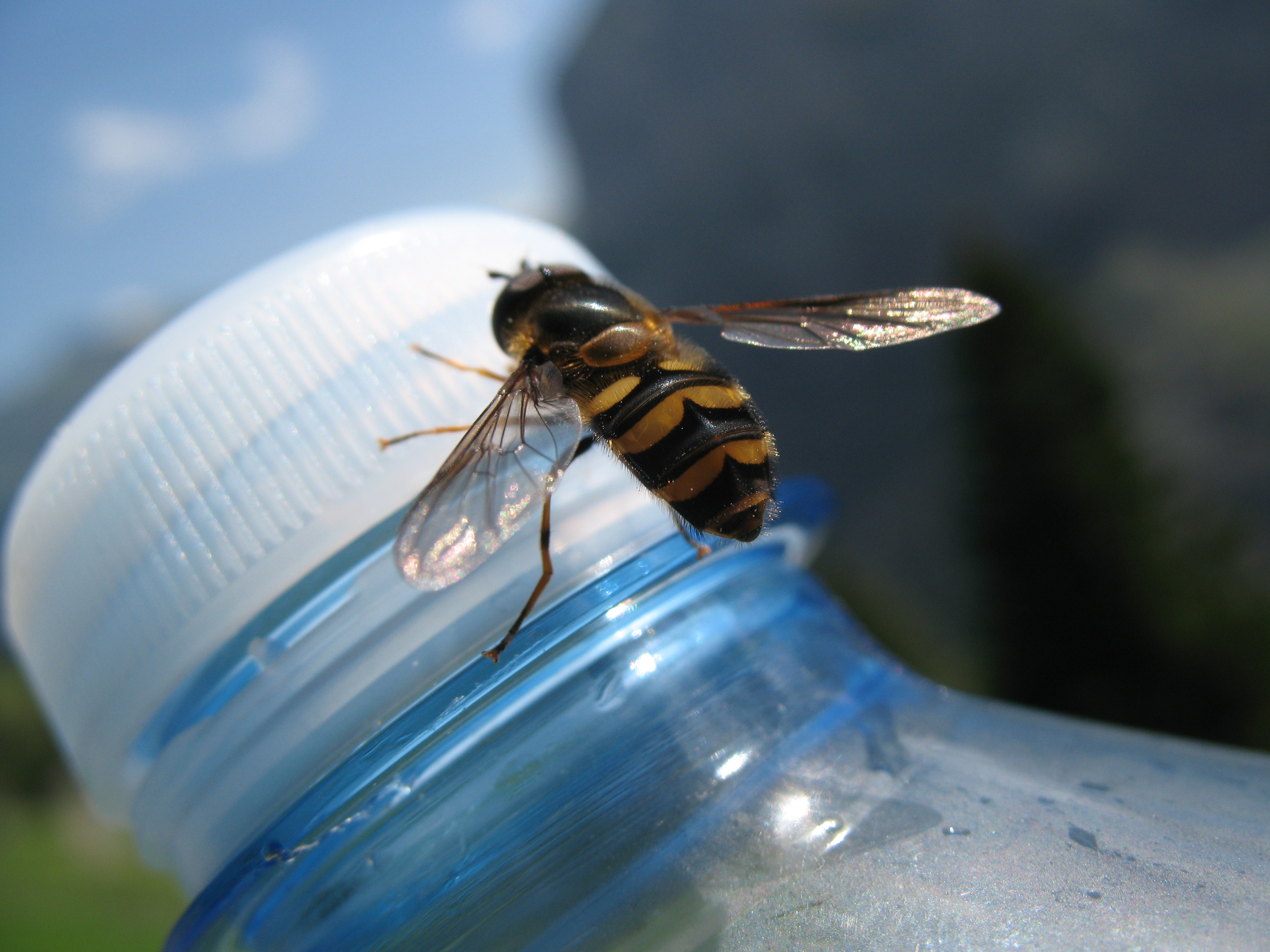
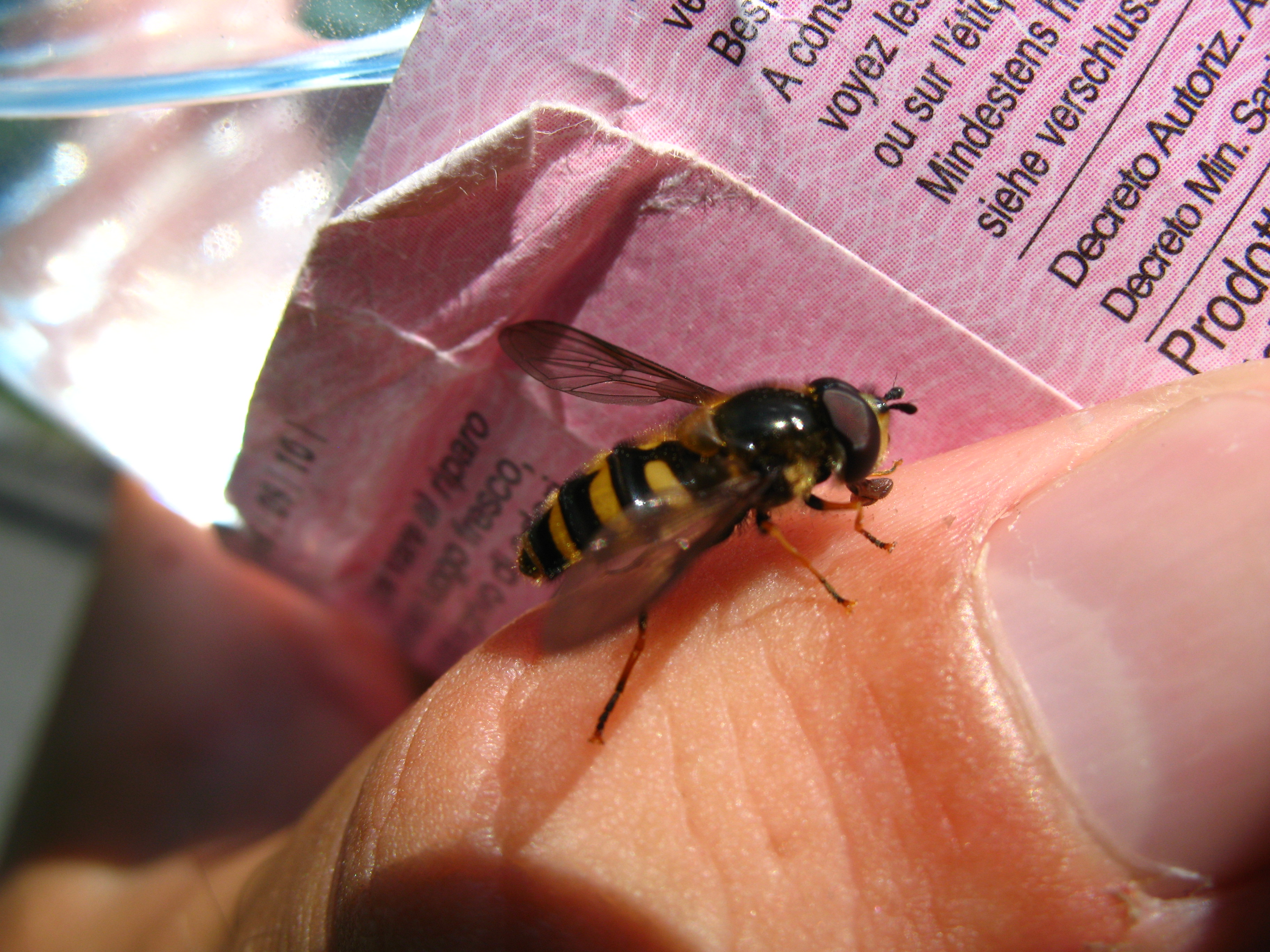